# Serge (lama)

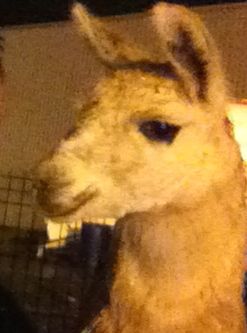
Serge de lama

Serge de lama (29 juni 2005, Saint-Nazaire - 2020) was een lama in het circus Cirque Franco-Italien van John Beautour. Sinds 2013 behoort de lama tot de internetfolklore.
Begin november 2013 haalde Serge het internationale nieuws. In de nacht van 31 oktober, in een periode dat het circus was neergestreken in Bordeaux (Frankrijk), werd de lama uit zijn kooi gehaald door een groep van vijf dronken jongeren. Ze kwamen net terug van een feestje en hadden zin in een verzetje. De jongens namen hem als een hondje mee uit wandelen, maakten wat foto's voor op Facebook, en namen Serge mee in de tram. De conducteur, die niet zo gecharmeerd was van de lama in zijn tram, nam contact op met de trammaatschappij. Kort daarop werd de tram stilgezet, en werd Serge uit de tram verwijderd en aan een lantaarnpaal gebonden. De vijf jongeren wisten te ontkomen, maar werden even later toch door de politie in de kraag gevat, terwijl Serge zelf ongedeerd weer bij het circus werd afgeleverd.
De circusdirecteur John Beautour diende aanvankelijk een aanklacht in tegen de jongens. De foto's van de jongens waren echter binnen de kortste keren viraal gegaan. Ze leidden tot filmpjes en fotobewerkingen, en een hoop publiciteit voor het circus, waardoor de circusdirecteur zijn aanklacht binnen enkele dagen terugtrok. Zanger Serge Lama kon de grap die de jongeren met zijn bijna-naamgenoot hadden uitgehaald, wel waarderen, en noemde het een "geniale actie".
De "sterrenstatus" van Serge leidde ertoe dat dat hij enige tijd te boeken was voor feesten en partijen. Zo verscheen hij enkele keren als mascotte bij sportwedstrijden in Bordeaux, en bezocht hij een nachtclub in Cannes. Ook werd het meer dan 3 miljoen keer bekeken YouTube-filmpjes "Lamaoutai" (te vertalen als lama, waar ben je?, een parodie op het lied Papaoutai van de Belgische artiest Stromae) eind november bewerkt tot een officiële videoclip, met medewerking van het Cirque Franco-Italien.
Het dier overleed van ouderdom in het voorjaar van 2020.
AYBABTU · Bed Intruder Song · Bert is Evil · Bielefeldcomplot · Dat Boi · facepalm · Gangnam Style · Grumpy Cat · Happy Merchant · Harlem Shake · Ice Bucket Challenge · intelligent falling · Invisible Pink Unicorn · lolcat · leisure diving · Loitumameisje · Numa Numa · Nyan Cat · Oof · Pedobear · Pepe the Frog · Planking · Rage Comics · rickroll · ROFLcopter · Serge de lama · Vliegend Spaghettimonster